# Istriot
L'istriot és una llengua romànica de la branca occidental que es parla al sector croat d'Ístria i que, segons sembla, es conserva també entre la corresponent diàspora (per exemple, a l'Alguer).
La llengua istriota no s'ha de confondre amb l'istrovènet (parlar vènet d'Ístria) ni amb l'istroromanès (dialecte romanès d'Ístria).

## Denominació
El nom istriot fou atribuït a aquest idioma pel seu descobridor per a la ciència, Graziadio Isaia Ascoli (Istria veneta, 1873). Els parlants d'istriot no tenen glossònim unitari per al conjunt de la llengua, sinó que li apliquen la denominació de cada dialecte. Les fonts italianes registren aquests noms, en formes adaptades a l'italià: a Vodnjan s'anomena bumbaro; a Bale vallese; a Rovinj rovignese; a Šišan sissanese; a Fažana fasanese; i a Galižana gallesanese.

## Estudi i classificació
Entre els estudiosos de l'istriot es compten, a banda d'Ascoli, Antonio Ive (1851-1937), natural de Rovinj, que anomenà la llengua ladinovènet; els italians Carlo Battisti (1882-1937) i Matteo Bartoli (1873-1946), que, en llur línia irredemptista habitual, tendien a annexar l'istriot a l'italià; i els croats Petar Skok (que proposà de designar-lo istroromànic), Mirko Deanović (1890-1984), Miho Debeljuh (1927-1999), Pavao Tekavčić (1931-2007, amb el primer atles lingüístic istriot, 1998) i Žarko Muljačić (1922-2009). Més recentment Sandro Cergna ha estudiat la producció poètica en istriot de 1835 fins avui (tesi doctoral, Zagreb, 2012).
Malgrat tot aquest corpus, fins ara la romanística no ha atès una classificació precisa de l'istriot. No pot ser part del dàlmata, que pertanyia a la branca oriental. Presenta afinitats amb el vènet, i també amb el padà, fins i tot amb el retoromànic; però no s'ha demostrat que en sigui part. Es tendeix a creure, doncs, que és una llengua romànica en si, autòctona d'Ístria.

## Domini lingüístic i situació actual
S'estima que, originàriament, el domini lingüístic de l'istriot comprenia bona part de l'Ístria sud-occidental, incloent-hi Pula (en istriot Puola) i Rovinj (en istriot Ruvèigno o Ruveîgno), així com àmplies zones contigües de l'interior. Al llarg dels segles, però, aquest domini ha anat contraient-se, per substitució progressiva per part del vènet i del serbocroat. Segons algunes fonts, fins a mitjan segle xix l'istriot encara era la llengua majoritària de Pola (llavors amb uns 18.000 habitants); l'oferta massiva de mà d'obra per a la construcció d'un gran arsenal austrohongarès (a partir de 1853) triplicà la població en pocs anys, i la resultant multilingüe adoptà el vènet com a llengua de contacte interètnic, amb conseqüències letals per a l'istriot, precisament al gran nucli urbà del seu domini. Quant al segon, Rovinj, segons el citat Antonio Ive (Saggi di dialetto rovignese, Trieste, 1888), el 1888 encara parlaven istriot quasi tots els deu mil habitants.
Perduda Pola al segle xix, i havent-se esborrat de la ruralia, avui dia l'istriot se circumscriu als set municipis de la costa ja citats, que de fa almenys un segle han esdevingut de majoria croata amb forta presència vèneta. Les principals localitats amb presència de parlants d'istriot són Rovinj (vènet i italià Rovigno) i Vodnjan (vènet Dignàn, italià Dignano), a la part superior de la mar Adriàtica. Es fan activitats de promoció de la llengua; per exemple, concursos literaris per a joves a Vodnjan i Galižana, i, a Šišan, el Festival de l'Istriot (amb l'italià com a llengua defectiva), que el setembre de 2017 anava per la cinquena edició.
La llengua també es conserva entre les petites comunitats d'istriots que s'afegiren a l'èxode vènet de la segona postguerra mundial i que avui resideixen en diversos punts de l'Estat italià. Els dos nuclis més compactes són a Trieste i al municipi catalanòfon de l'Alguer (als agregats de Fertília i de Maristel·la).
Actualment l'istriot té uns mil parlants, amb un màxim de dos mil comptant la diàspora, i per això és considerat una llengua en perill d'extinció; així consta explícitament al Red book of endangered languages de la UNESCO.

## Vocabulari
Tot seguit es mostra una comparació de paraules d'istriot en llatí i diverses llengües romàniques:
| Llatí                                | Italià          | Istriot | Vènet      | Dialecte Bisiacco (Vènet) | Català   |
| ------------------------------------ | --------------- | ------- | ---------- | ------------------------- | -------- |
| clave (m)                            | chiave          | ciave   | ciave      | ciave                     | clau     |
| nocte (m)                            | notte           | nuoto   | note/not   | nota                      | nit      |
| cantare                              | cantare         | cantà   | cantar     | cantar                    | cantar   |
| capra (m)                            | capra           | càvara  | càvara     | cavra                     | cabra    |
| lingua (m)                           | lingua          | lengua  | lengua     | lengua                    | llengua  |
| platea (m)                           | piazza          | piassa  | piassa     | piassa                    | plaça    |
| ponte (m)                            | ponte           | ponto   | ponte/pont | pont                      | pont     |
| ecclesia (m)                         | chiesa          | ceza    | cexa       | cesa                      | església |
| hospitale (m)                        | ospedale        | uspadal | ospedal    | ospedal                   | hospital |
| caseu (m) formaticu (m) llatí vulgar | Formaggio/cacio | furmajo | formajo    | formai                    | formatge |